# Junoite
La junoite è un minerale.